# روب برستون
روب برستون (1 ديسمبر 1982 في الولايات المتحدة - ) (بالإنجليزية: Rob Preston)‏ هو لاعب كرة سلة أمريكي في مركزي هجوم قوي الجسم وهجوم صغير الجسم. لعب مع BC Levski Sofia ‏.

## وصلات خارجية
- روب برستون على موقع كرة السلة الأوروبية.كوم (الإنجليزية)
- روب برستون على موقع كلية كرة السلة في سبورتس رفرنس.كوم (الإنجليزية)
- روب برستون على موقع ريلجم (الإنجليزية)